# Повратак муве (филм из 1959)
Повратак муве је амерички научно-фантастични хорор филм из 1959. године и наставак филма Мува (1958), други је наставак у серији филмова Мува. Објављен је 1959. као двоструки филм са The Alligator People. Режирао га је Едвард Берндс. За разлику од претходног филма, Повратак муве је снимљен у црно-белој техници. 
Винсент Прајс је био једини члан глумачке екипе који се вратио из оригинала. Било је предвиђено да Херберт Маршал понови своју улогу полицијског инспектора, али га је због болести заменио Џон Сатон.
Након филма уследио је други наставак, Проклетство муве.

## Заплет
Сада одрасли, Филип Деламбре (Брет Халзи) је одлучан да оправда свог оца тако што ће успешно завршити експеримент на којем је радио. Његов ујак Франсоа (Венсент Прајс) одбија да помогне. Филип унајмљује Алана Хиндса из Delambre Frere и користи сопствене финансије, али средства понестају пре него што опрема буде готова. Када Филип прети да ће продати своју половину Delambre Frere, Франсоа попусти и финансира завршетак. Након неких прилагођавања, они користе транспортер за "складиштење" и касније поновно материјализовање тест животиња.
Испоставило се да је Алан Хиндс Роналд Холмс, индустријски шпијун. Холмс покушава да прода тајне мрачној кохорти по имену Макс. Пре него што Холмс успе да се извуче са папирима, британски агент се суочава са њим. Холмс га нокаутира и користи транспортер да "склади" тело. Када се рематеријализује, агент има шапе заморца које је раније распало, а заморац има људске руке. Холмс убија глодара и ставља мртвог агента у свој ауто, који шаље у реку Светог Лоренса .
Филип се суочава са Холмсом око свих необичности, након чега је уследила борба и Филип бива нокаутиран. Холмс сакрива Филипа на исти начин на који је то урадио агента, али у заокрету хвата муву и додаје је у транспортер са собом. Франсоа поново материјализује Филипа, али са џиновском мушном главом, руком и ногом (док мала мува има главу, руку и ногу). Мухоглави Филип бежи у ноћ, пратећи и убијајући Макса. Чека да дође Холмс и убије и њега, а затим се враћа кући, где је инспектор Бичем пронашао и ухватио муву са главом Филипа. Обоје су заједно смештени у уређај и успешно реинтегрисани, враћајући Филипа његов нормалан људски облик.

## Улоге
| Глумац              | Улога                      |
| ------------------- | -------------------------- |
| Винсент Прајс       | франсоа Деламбре           |
| Брет Халзи          | филип Деламбре             |
| Давид Франкхам      | Роналд Холмес / Алан Хиндс |
| Данијел Де Мец      | Сесил Бонард               |
| Џон Сатон           | Инспектор Бичем            |
| Ден Симор           | Макс Бартолд               |
| Џек Дејли           | Гранвил                    |
| Џенин Грандел       | Госпођа Боннард            |
| Мајкл Марк          | Гастон                     |
| Ричард Флато        | Sgt. Dubois                |
| Бери Бернард        | поручник Маклиш            |
| Пат О'Хара          | инспектор Еванс            |
| Франсиско Виљалобос | Свештеник                  |
| Флоренс Стром       | Часна сестра               |
| Џоан Котон          | Приватна медицинска сестра |
| Ед Волф             | Мува створење              |

## Производња
Курт Нојман, који је режирао Муву, умро је 1958. па је Роберт Л. Липерт, који је финансирао оригинал, морао да нађе новог редитеља. Ангажовао је редитеља Едварда Берндса и продуцента Бернарда Гласера, који су радили Space Master X-7 за Липерта. Буџет је био већи од нормалних 125.000 долара за продукцију Липерта.
Каже да је буџет био 275.000 долара – 25.000 долара од чега је отишло на хонорар Винсента Прајс-а.
Берндс каже да је његов оригинални нацрт филма укључивао снимке из првог филма Мува, али им није било дозвољено да га користе. Такође је рекао да је Винсент Прајс инсистирао на читању сценарија пре него што се пријавио за филм. Када је то урадио, приговорио је када је Берндс скратио неке од својих сцена. 
Снимање је почело 2. фебруара 1959.
Током одређене сцене дијалога, глумац Дејвид Франкам прилично упадљиво држи штап, који веома личи на штап за ходање са вучјом главом који се користио у Јуниверзаловом филму, Вукодлак.
Сценарио филма је написан посебно да се користе стојећи сетови из филма Мува, на парцели Фокс у Вествуду. Филм је завршен у марту 1959. и објављен као дупли филм са The Alligator People, јула 1959. године.

## Утицај

### У популарној култури
Хорор панк бенд Misfits одаје почаст филму својом песмом "Return of the Fly" из 1978. године.
Анимирана серија Нинџа корњаче референцира филм у истоименој епизоди треће сезоне.